# Taça de Portugal 1962/63
Die Taça de Portugal 1962/63 war die 23. Austragung des portugiesischen Pokalwettbewerbs. Er wurde vom portugiesischen Fußballverband ausgetragen. Das Finale fand am 30. Juni 1963 im Estádio Nacional von Oeiras statt. Pokalsieger wurde Sporting Lissabon, der sich im Finale gegen Vitória Guimarães durchsetzte. Sporting qualifizierte sich durch den Sieg für den Europapokal der Pokalsieger 1963/64.
Bis zum Halbfinale wurden alle Begegnungen in Hin- und Rückspiel ausgetragen. Bei Gleichstand in den beiden Spielen gab es ein Entscheidungsspiel.

## Teilnehmende Teams
| Primeira Divisão (14) | Segunda Divisão (28) | Distrikte (2)                                                    |
| --- | --- | ---------------------------------------------------------------- |
| - Académica de Coimbra - Atlético CP - FC Barreirense - Belenenses Lissabon - Benfica Lissabon - GD da CUF Barreiro - CD Feirense - Leixões SC - Lusitano GC Évora - SC Olhanense - FC Porto - Sporting Lissabon - Vitória Guimarães - Vitória Setúbal | - Alhandra SC - SC Beira-Mar - Benfica e Castelo Branco - Boavista Porto - Sporting Braga - CD Cova da Piedade - SC Covilhã - SC Espinho - SC Farense - Leça FC - Lusitano VRSA - Luso FC - AC Marinhense - CD Montijo - UD Oliveirense - Clube Oriental de Lisboa - GD Peniche - CD Portalegrense - Portimonense SC - SG Sacavenense - SC Salgueiros - AD Sanjoanense - FC Seixal - Silves FC - SC União Torreense - SC Vianense - Académico de Viseu FC - Varzim SC | - União Madeira (Madeira) - Sporting Lourenço Marques (Mosambik) |

## 1. Runde
Die Hinspiele fanden am 23. und 25. September 1962 statt, die Rückspiele am 30. September und 4. Oktober 1962.
|                          | Gesamt |                       | Hinspiel | Rückspiel |
| ------------------------ | ------ | --------------------- | -------- | --------- |
| Benfica e Castelo Branco | 4:3    | AD Sanjoanense        | 2:1      | 2:2       |
| Luso FC                  | 00:19  | Benfica Lissabon      | 0:7      | 00:12     |
| Belenenses Lissabon      | 10:20  | CD Montijo            | 4:2      | 6:0       |
| CD Cova da Piedade       | 4:3    | SC União Torreense    | 3:2      | 1:1       |
| Atlético CP              | 3:2    | FC Barreirense        | 2:0      | 1:2       |
| Académica de Coimbra     | 12:20  | Académico de Viseu FC | 10:10    | 2:1       |
| Alhandra SC              | 4:4    | SC Salgueiros         | 4:0      | 0:4       |
| CD Feirense              | 2:2    | Boavista Porto        | 0:1      | 2:1       |
| SC Beira-Mar             | 5:2    | SC Farense            | 4:2      | 1:0       |
| Lusitano GC Évora        | 11:10  | CD Portalegrense      | 10:00    | 1:1       |
| Clube Oriental de Lisboa | 12:20  | Varzim SC             | 4:2      | 8:0       |
| FC Seixal                | 8:3    | Lusitano VRSA         | 4:2      | 4:1       |
| Sporting Lissabon        | 8:1    | UD Oliveirense        | 4:1      | 4:0       |
| Vitória Setúbal          | 3:3    | FC Porto              | 3:1      | 0:2       |
| Portimonense SC          | 7:1    | Leça FC               | 7:0      | 0:1       |
| SG Sacavenense           | 2:2    | SC Vianense           | 1:1      | 1:1       |
| AC Marinhense            | 5:2    | Silves FC             | 4:1      | 1:1       |
| SC Olhanense             | 6:1    | GD Peniche            | 3:0      | 3:1       |
| Leixões SC               | 6:3    | Sporting Braga        | 5:2      | 1:1       |
| Vitória Guimarães        | 5:1    | SC Covilhã            | 3:1      | 2:0       |
| GD da CUF Barreiro       | 5:2    | SC Espinho            | 4:1      | 1:1       |

### Wiederholungsspiele
|                | Ergebnis |                 |
| -------------- | -------- | --------------- |
| Alhandra SC    | 4:1      | SC Salgueiros   |
| FC Porto       | 4:1      | Vitória Setúbal |
| CD Feirense    | 2:1      | Boavista Porto  |
| SG Sacavenense | 4:3      | SC Vianense     |

## 2. Runde
Die Hinspiele fanden am 7. und 10. Oktober 1962 statt, die Rückspiele am 14. Oktober 1962.
Freilos: Vitória Guimarães
|                     | Gesamt |                          | Hinspiel | Rückspiel |
| ------------------- | ------ | ------------------------ | -------- | --------- |
| Belenenses Lissabon | 4:1    | SC Olhanense             | 0:0      | 4:1       |
| Portimonense SC     | 2:4    | Atlético CP              | 2:0      | 0:4       |
| Alhandra SC         | 4:3    | Benfica e Castelo Branco | 3:1      | 1:2       |
| SG Sacavenense      | 3:3    | Académica de Coimbra     | 0:1      | 3:2       |
| Lusitano GC Évora   | 2:5    | Benfica Lissabon         | 1:3      | 1:2       |
| Leixões SC          | 8:2    | GD da CUF Barreiro       | 3:1      | 5:1       |
| Sporting Lissabon   | 11:10  | CD Cova da Piedade       | 9:0      | 2:1       |
| FC Seixal           | 4:1    | SC Beira-Mar             | 3:0      | 1:1       |
| AC Marinhense       | 4:3    | Varzim SC                | 2:1      | 2:2       |
| Atlético CP         | 4:2    | Portimonense SC          | 4:0      | 0:2       |
| CD Feirense         | 00:15  | FC Porto                 | 0:6      | 0:9       |

### Wiederholungsspiel
|                      | Ergebnis |                |
| -------------------- | -------- | -------------- |
| Académica de Coimbra | 4:1      | SG Sacavenense |

## Achtelfinale
Die Hinspiele fanden am 19. Mai 1963 statt, die Rückspiele am 26. Mai 1963.
Freilos: Benfica Lissabon
|                     | Gesamt |                      | Hinspiel | Rückspiel |
| ------------------- | ------ | -------------------- | -------- | --------- |
| FC Porto            | 3:0    | Leixões SC           | 1:0      | 2:0       |
| AC Marinhense       | 8:4    | Alhandra SC          | 3:0      | 5:4       |
| Sporting Lissabon   | 12:00  | Atlético CP          | 10:00    | 2:0       |
| Vitória Guimarães   | 4:3    | Académica de Coimbra | 1:2      | 3:1       |
| Belenenses Lissabon | 7:1    | FC Seixal            | 2:1      | 5:0       |

## Viertelfinale
Die Teams von Mosambik und Madeira stiegen in dieser Runde ein. Die Hinspiele fanden am 2. Juni 1963 statt, die Rückspiele am 8. und 9. Juni 1963.
|                           | Gesamt |                     | Hinspiel | Rückspiel |
| ------------------------- | ------ | ------------------- | -------- | --------- |
| AC Marinhense             | 1:3    | Benfica Lissabon    | 1:3      | 0:5       |
| Sporting Lourenço Marques | 3:7    | Sporting Lissabon   | 1:3      | 2:4       |
| União Madeira             | 2:6    | Vitória Guimarães   | 2:1      | 0:5       |
| FC Porto                  | 1:4    | Belenenses Lissabon | 1:1      | 0:3       |

## Halbfinale
Die Hinspiele fanden am 15. und 16. Juni 1963 statt, die Rückspiele am 22. und 23. Juni 1963.
|                     | Gesamt |                   | Hinspiel | Rückspiel |
| ------------------- | ------ | ----------------- | -------- | --------- |
| Benfica Lissabon    | 1:2    | Sporting Lissabon | 1:0      | 0:2       |
| Belenenses Lissabon | 3:3    | Vitória Guimarães | 2:0      | 1:3       |

### Entscheidungsspiel
|                   | Ergebnis |                     |
| ----------------- | -------- | ------------------- |
| Vitória Guimarães | 3:1      | Belenenses Lissabon |

## Finale
| Paarung           | Sporting Lissabon – Vitória Guimarães |
| Ergebnis          | 4:0 (1:0) |
| Datum             | 30. Juni 1963 |
| Stadion           | Estádio Nacional, Oeiras |
| Schiedsrichter    | Francisco Guerra |
| Tore              | 1:0 Ernesto Figueiredo (25.) 2:0 Ernesto Figueiredo (70.) 3:0 Lúcio Soares (73.) 4:0 Mascarehas (87.) |
| Sporting Lissabon | Joaquim Carvalho – Pedro Gomes, Hilário da Conceição, Lúcio Soares – João Morais, David Júlio, Osvaldo Silva, José Pérides – Ernesto Figueiredo, Mascarehas, Géo Carvalho Cheftrainer: Júlio Cernadas Pereira                                 |
| Vitória Guimarães | Mário Roldão – Daniel Barreto, João da Costa , Manuel Pinto – Virgilio Gomes, Fernando Barbosa Gomes, Paulino Ferreira da Moura, António Moreira – Armindo Silva, António Mendes, Carlos Honório Silva Cheftrainer: José Valle ( Argentinien) |